# Retable Rovelli
Le retable de Rovelli est une huile sur toile (242 × 192 cm) datant de 1539 réalisé par Moretto da Brescia, laquelle, depuis 1899, se trouve à la Pinacothèque Tosio Martinengo à Brescia, en Italie. 

## Histoire
Influencée par Titien, elle porte le nom du maître d'école Galeazzo Rovelli qui la commanda  en 1539 comme retable votif pour l'église Santa Maria dei Miracoli à Brescia, où elle resta jusqu'au XIXe siècle et remplacée par une copie. Sa composition a été réutilisée par Moroni dans les années 1560 pour le Mariage mystique de sainte Catherine.

## Description
Elle montre Nicolas de Bari devant une haute arcade, présentant deux des élèves de Rovelli à la Vierge à l'Enfant assise sur un haut piedestal de colonne,  deux autres élèves sont derrière le saint. L'un des élèves au premier plan tient une mitre tandis que l'autre tient un livre et trois boules d'or, attributs traditionnels de saint Nicolas.
La scène se déroule dans un contexte  architectural : outre le piédestal où est assise la Madone, encadré par des pilastres, une abside avec un baldaquin décoré de mosaïque dorée constitue la toile de fond. L'ensemble présente toutefois un aspect quelque peu délabré, avec des taches qui strient l'architecture, des fissures et des touffes d'herbe et de fleurs au sommet des chapiteaux. La mosaïque de l'abside est également en grande partie tombée.
Sur la marche à la base du piédestal de la Madone, un cartouche  porte l'inscription dédicatoire :« VIRGINI DEIPARAE / ET DIVO NICOLAO / GALEATIVS ROVELLVS / AC DISCIPVLI D.D. / MDXXXIX », désignant ainsi la date.